# Marc Vann
Marc Vann, né le 23 août 1954 à Norfolk en Virginie, est un acteur américain. Il est surtout connu pour son rôle récurrent de Conrad Ecklie dans la série télévisée Les Experts.

## Filmographie

### Cinéma
- 1997 : Hoodlum : homme de main
- 1998 : U.S. Marshals : shérif adjoint Jackson
- 1999 : Payback : Gray
- 2001 : Les Vampires du désert : Decker
- 2001 : Ghost World : Jerome
- 2006 : Art School Confidential : Kevin
- 2007 : Spider-Man 3 : producteur de la pièce
- 2007 : Quand Chuck rencontre Larry : manifestant

### Télévision
- 1996 : Demain à la une (3 épisodes) : Phil Pritchard
- 1999 : Sept jours pour agir (saison 2, épisode 4) : Sgt. David Korshak
- 2000 : Malcolm (saison 1, épisode 9) : Mr Pinter
- 2003 : The Shield (saison 2, épisode 3) : Bob
- 2003 :  Monk - (série télévisée) - Saison 2, épisode 6 (Monk va au théâtre (Mr. Monk Goes to the Theater) ) : Hal Duncan
- 2003 - 2004 : Angel (3 épisodes) : Dr Sparrow
- 2004 : The Practice : Bobby Donnell et Associés (2 épisodes) : Terry Glazer
- 2004 : Preuve à l'appui (saison 3, épisode 6) : Harold Goddard
- 2005 - 2006 : Boston Justice (2 épisodes) : D.A. Scott Bodnar
- 2006 : Newport Beach (saison 3, épisode 16) : inspecteur Warner
- 2007 : NCIS : Enquêtes spéciales (saison 4, épisode 16) : Mark Sadowski
- 2007 : Grey's Anatomy (saison 3, épisode 20) : l'hématologue
- 2007 : FBI : Portés disparus (saison 5, épisode 23) : Pete Weber
- 2007 : Esprits criminels (saison 3, épisode 9 et saison 10 episode 18) : Adam Fuchs
- 2008 : Lost : Les Disparus (4 épisodes) : le docteur
- 2009 : Lie to Me (saison 1, épisode 7) : Jim Gunderson
- 2010 : Médium (saison 7, épisode 5) : Wayne Lundgren
- 2011 : Torchwood (2 épisodes) : Colin Maloney
- 2000 - 2015 : Les Experts (67 épisodes) : Conrad Ecklie